# Afsou
Afsou (en àrab أفسو, Afsū; en amazic ⴰⴼⵙⵓ) és una comuna rural de la província de Nador, de la regió Oriental, al Marroc. Segons el cens de 2014 tenia una població total de 2.932 persones.